# Сака (Молдова)
Сака (рум. Saca) — село в Страшенском районе Молдавии. Наряду с селом Гелеуза входит в состав коммуны Гелеуза.

## География
Село расположено на высоте 156 метров над уровнем моря.

## Население
По данным переписи населения 2004 года, в селе Сака проживает 470 человек (239 мужчин, 231 женщина).
Этнический состав села:
| Национальность | Число жителей | Процентный состав |
| -------------- | ------------- | ----------------- |
| молдаване      | 468           | 99.57             |
| русские        | 1             | 0.21              |
| болгары        | 1             | 0.21              |
| Всего          | 470           | 100%              |

## Интересные факты
В 2015 году в селе почти полностью сгорел дом культуры.